# ناوتو أراي
ناوتو أراي (باليابانية: 新井 直人) (مواليد 7 أكتوبر 1996) هو لاعب كرة قدم ياباني.

## وصلات خارجية
- ناوتو أراي على موقع رابطة كرة القدم اليابانية للمحترفين (اليابانية)
- ناوتو أراي على موقع إي إس بي إن إف سي (الإنجليزية)
- ناوتو أراي على موقع قاعدة بيانات كرة القدم.إي يو (الإنجليزية)
- ناوتو أراي على موقع Soccerway.com (الإنجليزية)
- ناوتو أراي على موقع عالم كرة القدم.نت (الإنجليزية)